# إنرجايزر
[[
شركة إنرجايزر هولدنجز هي شركة تصنيع أمريكية وواحدة من أكبر الشركات المصنعة للبطاريات في العالم، ومقرها في سانت لويس بولاية ميسوري ، الولايات المتحدة الأمريكية .     تنتج البطاريات تحت الأسماء التجارية إنرجايزر و راي-أو-فاك و فارتا و إيفريدي وكانت تمتلك سابقًا العديد من شركات العناية الشخصية حتى قامت بفصل هذا الجانب من العمل إلى شركة جديدة تسمى إدجويل للرعاية الشخصية في عام 2015.
في يناير 2018، أعلنت إنرجايزر أنها ستشتري قسم البطاريات والإضاءة العالمي من شركة سبيكتروم براندز ، والتي تشمل العلامتين التجاريتين راي-أو-فاك و فارتا ، مقابل 2 مليار دولار نقدًا.  تم الانتهاء من عملية الاستحواذ هذه في يناير 2019 بعد عملية موافقة تنظيمية مطولة. في نوفمبر 2018، اشترت شركة إنرجايزر أيضًا قسم عالمي للعناية بالسيارات من سبكتريوم (العلامات التجارية التي تشمل ماركات أرمور أوول و أي تي بي و أيه/سي برو) مقابل 1.25 مليار دولار نقدًا وأسهمًا.

شعار العلامة التجارية إنرجايزر مستخدم منذ عام 2009.